# Volleybalvereniging Lycurgus 2018-2019
Questa voce raccoglie le informazioni riguardanti il Volleybalvereniging Lycurgus nelle competizioni ufficiali della stagione 2018-2019.

## Organigramma societario
Area direttiva
- Presidente: Paul van der Wijk

Area organizzativa
- Team manager: Willem Frieling

Area tecnica
- Allenatore: Arjan Taaij
- Secondo allenatore: Gerard Smit
- scoutman: Willem de Wit
- Mental coach: Anneloes Middelkoop

Area sanitaria
- Preparatore atletico: Gerard Lenting
- Fisioterapista: Malou Alferink

## Rosa
| N° | Nome                | Ruolo | Data di nascita   | Nazionalità sportiva |
| -- | ------------------- | ----- | ----------------- | -------------------- |
| 1  | Sam Gortzak         | P     | 15 marzo 1995     | Paesi Bassi          |
| 2  | Wytze Kooistra      | O     | 3 giugno 1982     | Paesi Bassi          |
| 3  | Stijn Held          | P     | 3 novembre 1994   | Paesi Bassi          |
| 4  | Steven van de Velde | S     | 31 luglio 1995    | Paesi Bassi          |
| 5  | Auke van de Kamp    | S     | 31 luglio 1995    | Paesi Bassi          |
| 6  | Geoffrey van Gent   | O     | 23 ottobre 1996   | Paesi Bassi          |
| 7  | Frits van Gestel    | P     | 8 dicembre 1992   | Paesi Bassi          |
| 8  | Christopher Voth    | S     | 27 settembre 1990 | Canada               |
| 9  | Erik van der Schaaf | L     | 12 dicembre 1993  | Paesi Bassi          |
| 10 | Steven Ottevanger   | L     | 7 gennaio 1995    | Paesi Bassi          |
| 11 | Sander Scheper      | C     | 14 dicembre 1995  | Paesi Bassi          |
| 12 | Pascal Hoogstra     | S     | 4 luglio 1997     | Paesi Bassi          |
| 13 | Hossein Ghanbari    | C     | 19 agosto 1990    | Paesi Bassi          |
| 17 | Niels de Vries      | C     | 4 luglio 1996     | Paesi Bassi          |
| 18 | Dennis Borst        | C     | 1º febbraio 1992  | Paesi Bassi          |

## Statistiche

### Statistiche dei giocatori
| Giocatore         | Chamapions League | Chamapions League | Chamapions League | Chamapions League | Chamapions League | Coppa CEV | Coppa CEV | Coppa CEV | Coppa CEV | Coppa CEV |
| Giocatore         | P                 | PT                | AV                | MV                | BV                | P         | PT        | AV        | MV        | BV        |
| ----------------- | ----------------- | ----------------- | ----------------- | ----------------- | ----------------- | --------- | --------- | --------- | --------- | --------- |
| D. Borst          | 2                 | 19                | 12                | 6                 | 1                 | 2         | 15        | 7         | 5         | 3         |
| N. de Vries       | 1                 | 6                 | 3                 | 3                 | 0                 | 2         | 5         | 5         | 0         | 0         |
| H. Ghanbari       | 2                 | 7                 | 5                 | 2                 | 0                 | 2         | 7         | 4         | 3         | 0         |
| S. Gortzak        | 2                 | 2                 | 1                 | 1                 | 0                 | 2         | 0         | 0         | 0         | 0         |
| S. Held           | 2                 | 0                 | 0                 | 0                 | 0                 | 2         | 3         | 2         | 0         | 1         |
| P. Hoogstra       | -                 | -                 | -                 | -                 | -                 | -         | -         | -         | -         | -         |
| W. Kooistra       | 2                 | 33                | 31                | 2                 | 0                 | 2         | 38        | 33        | 2         | 3         |
| S. Ottevanger     | 2                 | 0                 | 0                 | 0                 | 0                 | 2         | 0         | 0         | 0         | 0         |
| S. Scheper        | 1                 | 0                 | 0                 | 0                 | 0                 | 0         | 0         | 0         | 0         | 0         |
| A. van de Kamp    | 2                 | 0                 | 0                 | 0                 | 0                 | 1         | 8         | 7         | 0         | 1         |
| S. van de Velde   | 2                 | 1                 | 0                 | 0                 | 1                 | 2         | 2         | 2         | 0         | 0         |
| E. van der Schaaf | 2                 | 18                | 15                | 3                 | 0                 | 2         | 20        | 19        | 1         | 0         |
| F. van Gestel     | 2                 | 27                | 20                | 5                 | 2                 | 2         | 6         | 4         | 1         | 1         |
| G. van Gent       | 1                 | 6                 | 6                 | 0                 | 0                 | 2         | 0         | 0         | 0         | 0         |
| C. Voth           | 0                 | 0                 | 0                 | 0                 | 0                 | 1         | 0         | 0         | 0         | 0         |

P = presenze; PT = punti totali; AV = attacchi vincenti; MV = muri vincenti; BV = battute vincenti

NB: Non sono disponibili i dati relativi alla Eredivisie, alla Coppa dei Paesi Bassi e alla Supercoppa olandese